# Betano (Schiff, 1974)
HMAS Betano (Kennung: L 133) war bis 2013 ein schweres Landungsboot („Landing Craft, Heavy“, kurz: LCH) der Royal Australian Navy. Sie ist eines von ursprünglich acht Booten der Balikpapan-Klasse, die die LSM-1-Klasse mittlerer Landungsboote und ALC-50-Landungsfahrzeuge der Australian Army ersetzt hatten.

## Geschichte

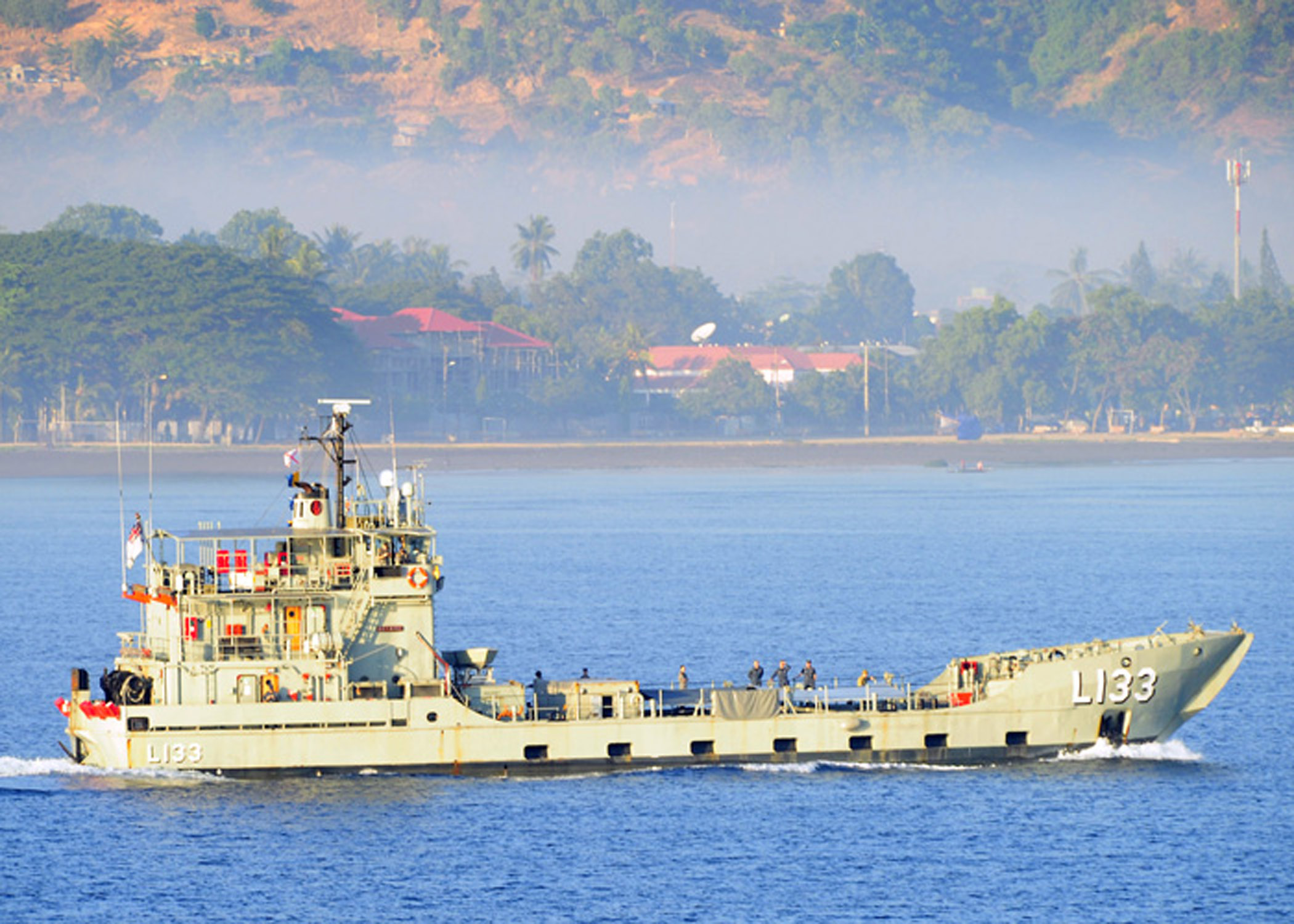
Die Betano in der Bandasee als teilnehmende Einheit am humanitären Einsatz „Pacific Partnership“ im Juni 2011

Das Boot ist nach dem osttimoresischen Ort Betano benannt, wo im Zweiten Weltkrieg der australische Zerstörer Voyager 1942 bei einer Evakuierungsaktion verloren ging.
Vom 19. Januar bis zum 19. Februar 2000 wurde die Betano eingesetzt, um Soldaten der INTERFET während der Krise in Osttimor anzulanden. Für diesen Einsatz erhielt das Schiff später die Ehrung „East Timor 2000“. Am 20. März 2000 besuchte die Betano den gleichnamigen Ort.
Heimathafen der Betano war der Flottenstützpunkt HMAS Coonawarra in Darwin, das Schiffsmotto lautete „Bravely in difficulties“.
Am 12. Dezember 2012 wurde die Betano zusammen mit ihrem Typschiff Balikpapan außer Dienst gestellt. Ein Jahr später erfolgte die Außerdienststellung der letzten Boote der Balikpapan-Klasse. Die philippinische Marine hat ihr Interesse bekundet, wie zuvor schon die Tarakan und die Brunei, die Betano sowie zwei weitere ihrer Schwesterschiffe zu übernehmen.

## Technische Beschreibung

Bootswappen

Das Boot hat eine Länge von 44,5 m, ist 10,1 m breit und hat einen Tiefgang von 1,9 m. Die Verdrängung beträgt 316 Tonnen, bei voller Beladung 503 Tonnen. Die beiden Dieselmotoren liefern eine Gesamtleistung von 675 PS, so dass die beiden Propeller das Schiff bis auf 9 Knoten beschleunigen. Dreizehn Mann bilden die Stammbesatzung. Das Boot verfügt über ein Decca-RM-916-Navigationsradar und zwei 7,62-mm-Maschinengewehre.
Die maximale Nutzlastaufladung beträgt 180 Tonnen, was in etwa drei Kampfpanzern vom Typ Leopard 1, 13 M113-Transportpanzern, 23 Lastwagen oder vier LARC-V entspricht. Als Truppentransporter kann die Betano 400 Soldaten aufnehmen, um sie von einem vor der Küste liegenden Schiff an das Ufer zu bringen. Die Reichweite beträgt 1300 nautische Meilen mit 180 Tonnen Nutzlast, bei 150 Tonnen Beladung vergrößert sie sich auf 2280 Meilen und unbeladen auf 3000 Meilen. Allerdings ist die Betano aufgrund ihrer Bauweise nur begrenzt bei schlechten Wetterbedingungen einsetzbar.

## Namensgleiche Schiffe
Ebenfalls nach dem Ort Betano ist das Patrouillenboot Betano der osttimoresischen Marine benannt.

## Literatur

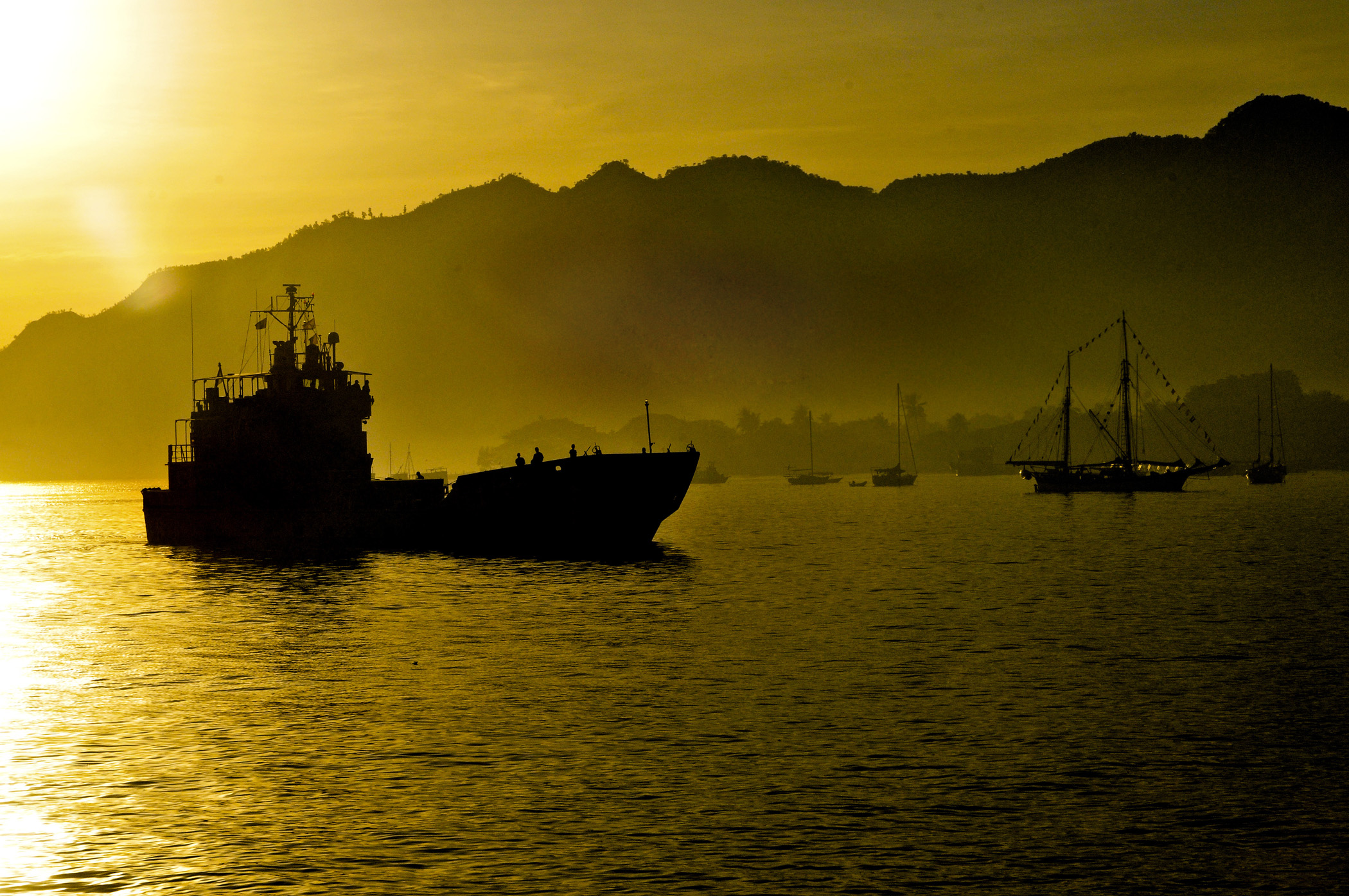
Die Betano im Hafen von Dili (2011)